# Eurata dallasi
Eurata dallasi là một loài bướm đêm thuộc phân họ Arctiinae, họ Erebidae.